# Musée de la Terre (Rambervillers)
Pour les articles homonymes, voir Musée de la Terre.
Le Musée de la Terre est un musée français situé à Rambervillers, dans le département des Vosges.

## Expositions permanentes

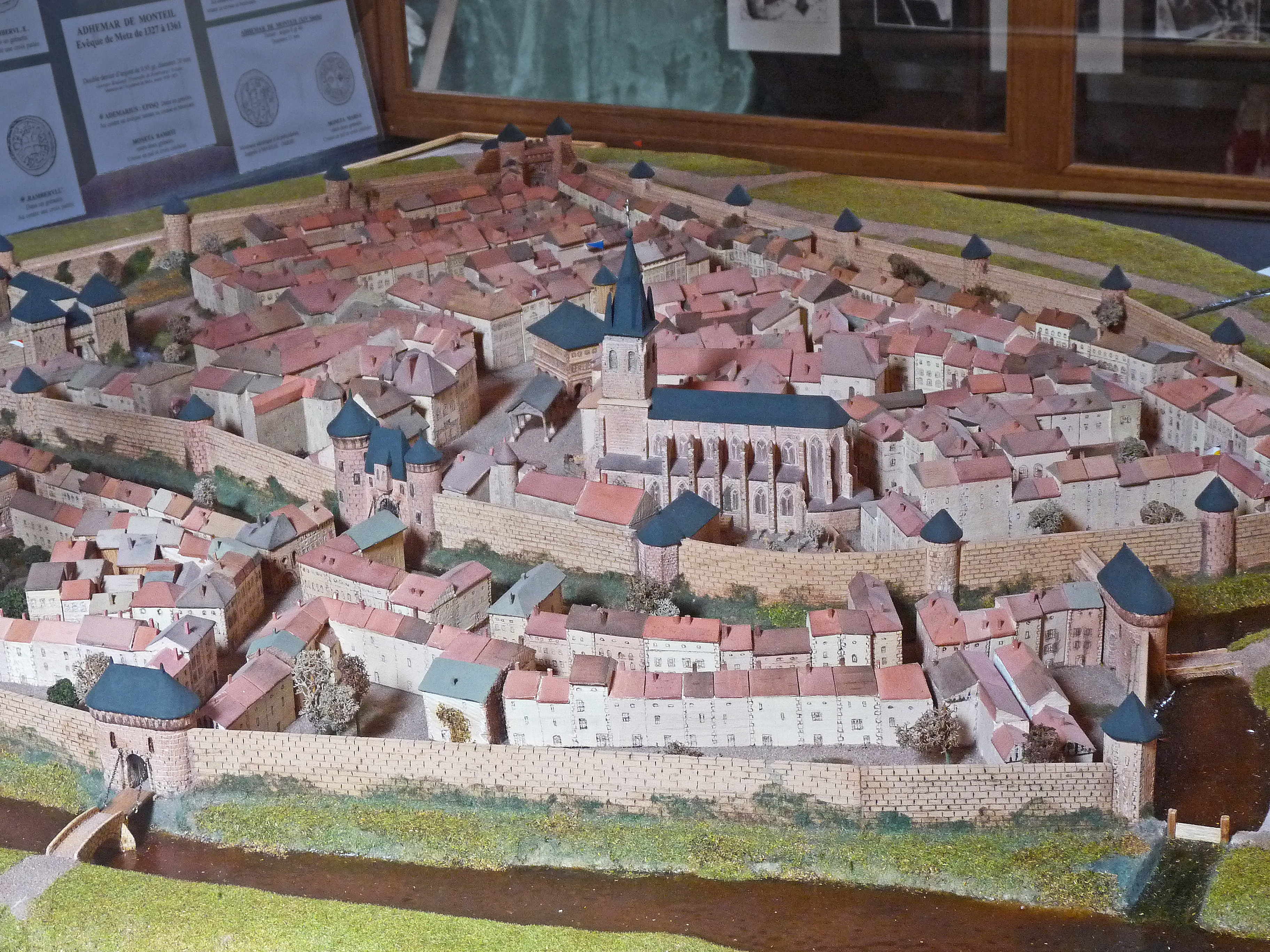
Maquette historique de la ville

Sur plusieurs niveaux, le musée présente principalement des faïences décoratives du XVIIIe siècle en provenance de la faïencerie de Rambervillers (1738-1866), qui fut l'une des plus importantes de l'Est de la France, de la céramique d'hôpital (pots à pharmacie, piluliers, chevrettes ou cabrettes, albarellos), des grès flammés de l'École de Nancy, des tuiles et des carreaux de faïence, des poteries culinaires, ainsi que des pièces exhumées lors de fouilles archéologiques dans la région et quelques statues, dont plusieurs représentent sainte Libaire, la patronne de la ville.
Le dernier étage abrite une maquette diachronique de la ville de Rambervillers.

## Expositions temporaires
- 2009 : Les Grès d’Alphonse Cytère. Sur le chemin de l’École de Nancy
- 2010 : Bestiaire d'argile et de feu
- 2011 : Art et Industries de la Terre
- 2012 : Les faïences de Rambervillers 1738-1866
- 2013 : Les grès flammés de l'Art déco à nos jours
- 2014 : Chardons et Croix de Lorraine
- 2015 : Grès flammés et Faïences flambées
- 2016 : Corbeilles & Paniers, dites le avec des fleurs...
- 2017 : Une collection d'exception, Exposition de Grès Artistiques
- 2018 : Corps et Sensualité, 3 céramistes contemporains exposent
- 2019 : La Faïencerie de Rambervillers, ses productions 1738 - 1866
- 2021 : Histoire et Céramiques 1814 ... 1870 ... 1914
- 2022 : Art & Industrie, au pays des grès flammés